# It's My Way!
It's My Way! è il primo album di Buffy Sainte-Marie, pubblicato dalla Vanguard Records nel febbraio del 1964.

## Tracce
Brani composti da Buffy Sainte-Marie, eccetto dove indicato
Lato A
1. Now That the Buffalo's Gone – 2:45
2. The Old Man's Lament – 3:55
3. Ananias – 2:35 (Adattamento di Buffy Sainte-Marie)
4. Mayoo Sto Hoon – 1:19 (Brano tradizionale, arrangiamento di Buffy Sainte-Marie)
5. Cod'ine – 5:01
6. Cripple Creek – 1:45 (Arrangiamento di Buffy Sainte-Marie)
7. The Universal Soldier – 2:15

Lato B
1. Babe in Arms – 2:30 (Brano tradizionale, arrangiamento di Buffy Sainte-Marie)
2. He Lived Alone in Town – 4:35
3. You're Gonna Need Somebody on Your Bond – 2:45 (Brano tradizionale, arrangiamento di Buffy Sainte-Marie)
4. The Incest Song – 4:11
5. Eyes of Amber – 2:16
6. It's My Way – 3:29

## Musicisti
- Buffy Sainte-Marie - chitarra, voce, arrangiamenti
- Art Davis - basso (brano: Now That the Buffalo's Gone)
- Patrick Sky - seconda chitarra (brano: He Lived Alone in Town)[3]